# Semiothisa tropica
Semiothisa tropica là một loài bướm đêm trong họ Geometridae.